# شعب الضبرة (الشغادرة)

تعديل مصدري - تعديل

شعب الضبرة هي إحدى قرى عزلة قلعة حميد بمديرية الشغادرة التابعة لمحافظة حجة، بلغ تعداد سكانها 132 نسمة حسب تعداد اليمن لعام 2004.